# 177 هـ
177 هـ هي سنة في التقويم الهجري امتدت مقابلةً في التقويم الميلادي بين سنتي 793 و794.

## مواليد
- إدريس الثاني بن إدريس (الأول) بن عبد الله الكامل ثاني حاكم مسلم في إمارة الأدارسة.

## وفيات
- الأخفش الأكبر
- شريك بن عبد الله النخعي
- عبد الواحد بن زيد
- موسى بن أعين